# Pieter Boel
Pieter Boel of Peeter Boel (Antwerpen, 1626 - Parijs, 1674) was een Zuid-Nederlands kunstschilder uit de Antwerpse School. Hij is vooral bekend om zijn stillevens. Boel werd beïnvloed door het werk van Jan Fijt.

## Levensloop
Hij werd geboren in een kunstenaarsfamilie.  Hij was de zoon van graveur Jan Boel en de broer van kopergraveur Quirin II Boel.  Zijn leermeesters waren zijn vader en Jan Fijt, een bekend landschaps- en dierenschilder.  Hij werd geregistreerd bij het Antwerpse Sint-Lucasgilde als een ‘wijnmeester'  in 1650-51. Waarschijnlijk reisde hij naar Italië in de jaren 1640 of in 1651. Hij deed er onder meer Genua en Rome aan. In  Genua verbleef hij bij zijn oom, de schilder en kunsthandelaar Cornelis de Wael.
Na 1668 verhuisde hij naar Parijs.  Hij werkte er voor Charles Le Brun in diens eerste atelier voor wandtapijten. Hij werd benoemd tot 'paintre ordinaire' van koning Lodewijk XIV in 1674 maar overleed in september van dat jaar.
Hij was de vader van Jan Baptist (II) en Balthasar-Lucas Boel.  Hij was de leermeester van zijn zonen en David de Coninck.

## Werk
Hij schilderde stillevens (waaronder bloemstillevens, jachtstillevens, dieren- en visstillevens, vanitasstillevens en wapenstillevens) en landschappen.  Aangezien de meeste van zijn werken ongedateerd zijn is het moeilijk om een chronologie voor zijn werk vast te leggen. Hij volgt tot op grote hoogte de stijl van zijn leermeester Jan Fijt.

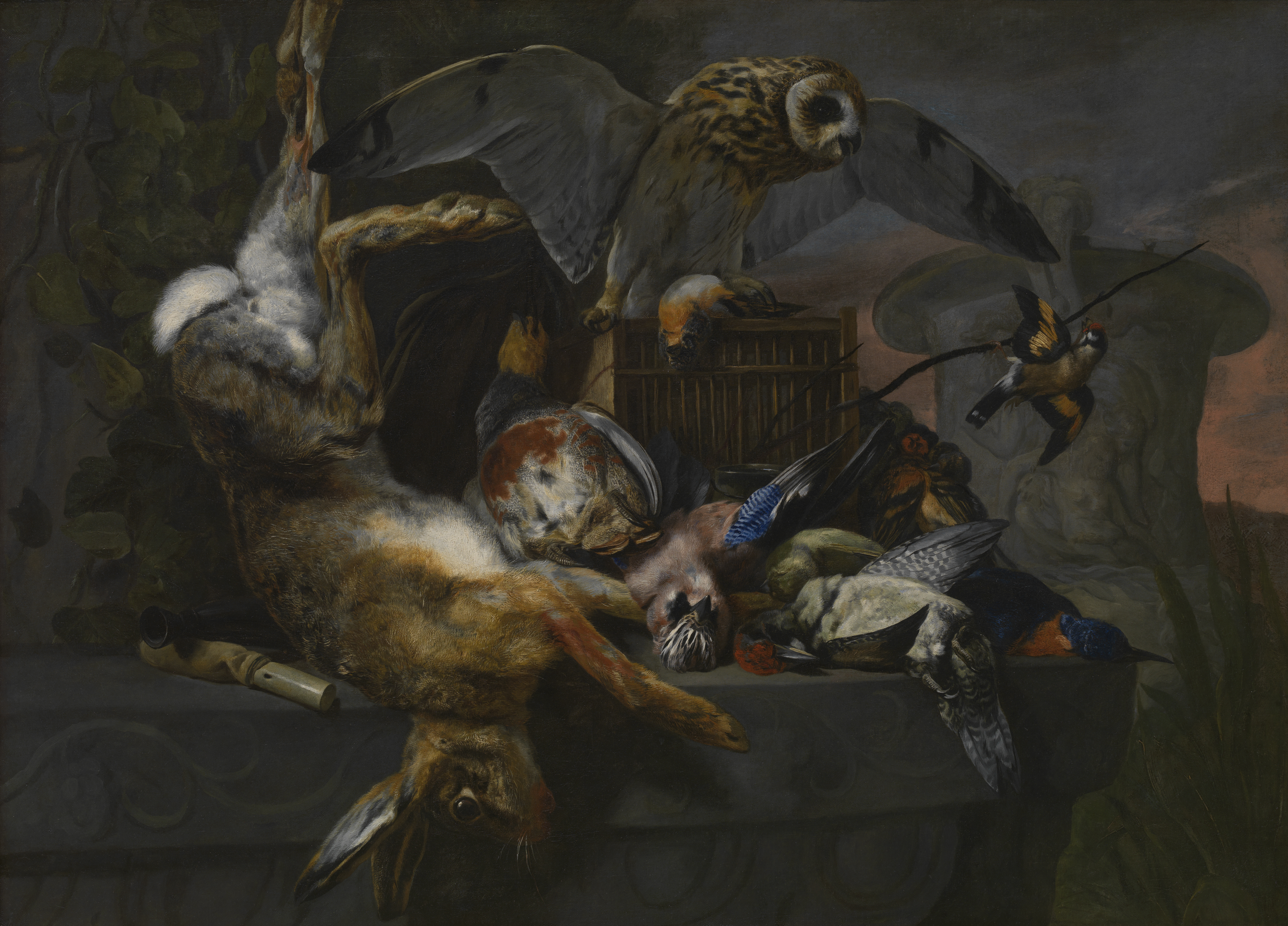
Stilleven met uil en jachtbuit in het Museum voor Schone Kunsten in Gent
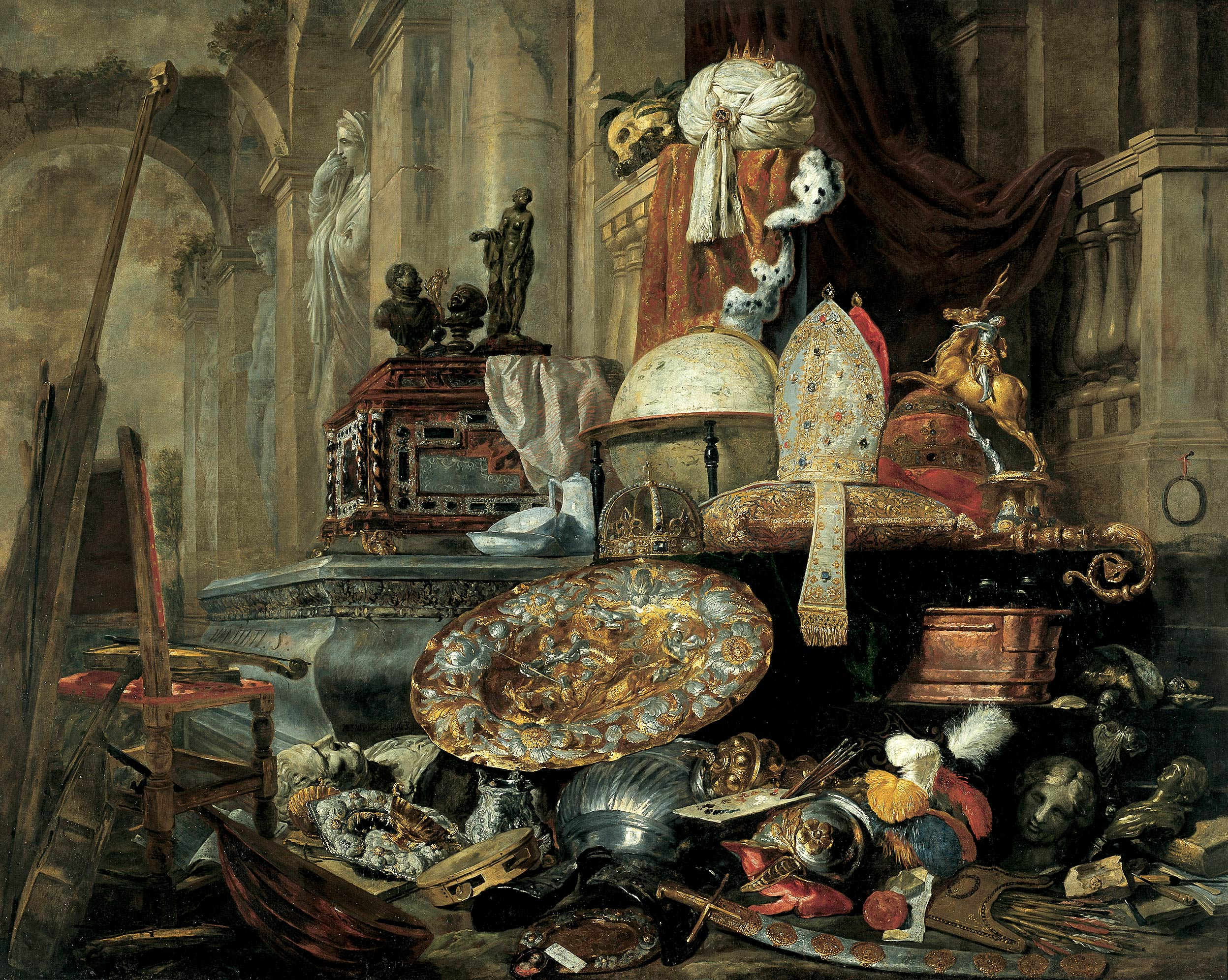
Allegorie van de vergankelijkheid van de wereld in het Museum voor Schone Kunsten in Rijsel